# ソーラー・インパルス
ソーラー・インパルス
Solar Impulse
HB-SIA
- 用途：ソーラープレーン実験機
- 製造者：Solar Impulse Project（スイス）
- 初飛行：2009年12月3日

ソーラー・インパルス（Solar Impulse）は、スイス連邦工科大学ローザンヌ校で進行中の有人ソーラープレーンプロジェクト。世界初の気球による無着陸地球一周を成功させたベルトラン・ピカールがプロジェクトを主催している。このプロジェクトでも太陽エネルギーを動力源とする有人固定翼機で世界一周することを最終目標としている。最初の単座航空機はスイスの機体番号コードで HB-SIA とされ、自力で離陸でき、最長36時間連続航行可能とすることを目標として製作された。2010年7月7日から8日にかけて、9時間の夜間飛行を挟んで連続26時間の飛行を成功させた。このプロトタイプ機の経験に基づいてやや大きめの2号機 (HB-SIB) が製作され、20日から25日をかけて世界一周すべく2015年3月10日にオマーンを出発し、翌2016年7月26日に世界一周を達成した。

## 設計と開発
ピカールがソーラー・インパルスのプロジェクトを開始したのは2003年のことである。その後様々な分野の専門家50人が6カ国から集まり、約100人がアドバイザーとして関与している。
プロジェクトの資金は私企業が出資している。主要スポンサーはドイツ銀行、オメガ、ソルベー、シンドラーグループの4社。他にコベストロ（旧バイエル・マテリアルサイエンス）、Altran、スイスコムがスポンサーとなっている。サポーターとしては、Clarins、Semper、トヨタ自動車、BKW、STG がある。スイス連邦工科大学ローザンヌ校、欧州宇宙機関、ダッソーが技術的支援をしている。

### これまでの経緯
- 2003年: スイス連邦工科大学ローザンヌ校にて実現可能性を研究
- 2004–05年: 概念開発
- 2006年: 長距離航行シミュレーション
- 2006–09年: プロトタイプ機製作
- 2009年: プロトタイプ機初飛行
- 2009–10年: プロトタイプ機の有人テスト飛行
- 2012年: 初の大陸間飛行
- 2011年: HB-SIB の製作
- 2011–15年: テスト飛行
- 2015年: 地球一周飛行[5]がアブダビ国際空港から出発し、南京からハワイに向かった段階で気象条件が悪化し、予定していなかった寄港地として日本の愛知県名古屋飛行場へ初着陸。その後名古屋での各種準備を進め、7月には名古屋-ホノルル間で太陽光動力飛行における最長時間・最長飛行に関する世界新記録を更新した。（3月10日）2016年7月26日、アブダビで無燃料による世界一周を達成。

## プロトタイプ (HB-SIA)
コックピットが与圧されていないため上昇限界があり、あくまでも実証用の設計である。

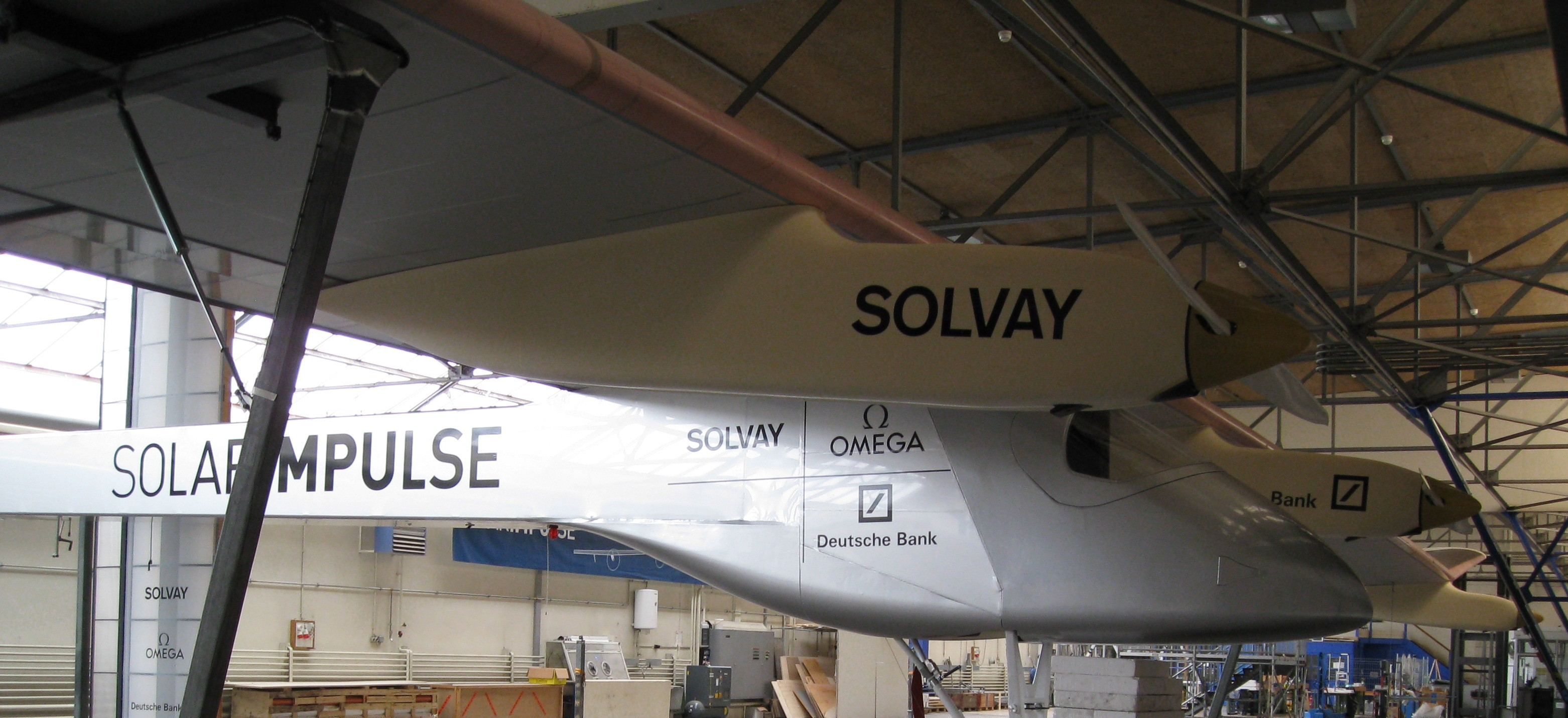
HB-SIAの機体とエンジン部

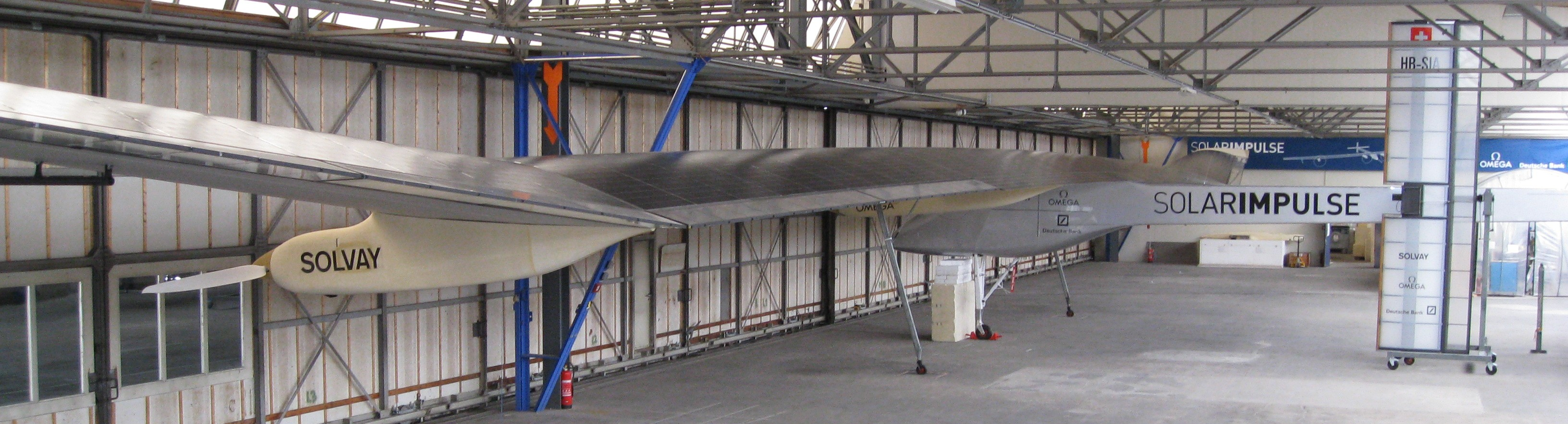
HB-SIAの翼

翼幅はエアバスA340に匹敵する63.4m。翼の下に4つのナセルがあり、それぞれにリチウムイオンポリマー二次電池と10 hp (7.5 kW)の電動機、2枚羽根のプロペラがある。翼をなるべく軽くするため、炭素繊維のハニカム・サンドイッチ構造を採用している。
主翼と水平安定板の上面には12,000個の厚さ150μmの単結晶シリコン太陽電池（45 kW peak: 200 m2)があり、日中はこれで発電する。その電力で推進力を得ると同時に電池を充電して夜間飛行に備える。理論上は乗員1名で無制限の航行が可能である。2010年7月、夜間飛行を含む26時間以上の連続有人飛行に成功した。
設計上の主な制限は搭載できる電池の容量である。条件がよければ24時間以上の間、平均で8 hp (6 kW)を供給でき、これは1903年のライト兄弟のライトフライヤー号の出力にほぼ匹敵する。昼間は電池を充電すると同時に位置エネルギーを利用して電力消費を抑え、夜間に備えることができる。

### 初飛行
2009年6月26日、ソーラー・インパルスはスイスのデューベンドルフで初めて一般公開された。走行試験の後、2009年12月3日に初の短距離飛行を行った。操縦士は Markus Scherdel。プロジェクトの副リーダー André Borschberg は「信じられない1日だった。飛行機は約350m、地上1mほどの高度で飛行した…今回の試験は高く飛ぶことが目的ではなく、飛行中の操作性や飛行特性を確認することが目的だった」と述べ、さらに「結果は技術者が望んだとおりだった。これでエンジニアリング・フェーズが終り、飛行試験フェーズが始まる」と述べた。

### その後の飛行
2010年4月7日、Markus Scherdel の操縦で87分以上の試験飛行を行った。この4月の試験飛行では高度1200mにまで達した。
2010年5月28日には、太陽エネルギーだけによる飛行を初めて成功させ、電池を飛行中に充電した。

### 初の夜間飛行
2010年7月8日、HB-SIAは26時間の有人飛行を達成した。André Borschberg が搭乗し、中央ヨーロッパ時間 (UTC+2) の7月7日午前6:51にスイスのパイエルヌの飛行場を離陸、翌朝9:00に着陸した。この飛行で最高 8,700 m (28,500 ft) の高度に達した。有人のソーラープレーンとしては航行距離でも高度でも世界最高を記録し、2010年10月に国際航空連盟 (FAI) が正式に記録を認めた。

### 初の大陸間飛行
2012年6月5日、スペインのマドリードを離陸。19時間掛けてジブラルタル海峡を越え、モロッコのラバト・サレ国際空港に着陸。飛行距離は830kmだった。

### 仕様 (HB-SIA)
出典: Solar Impulse Projectand Diaz
諸元
- 乗員: 1
- ペイロード: リチウムイオン電池: 450 kg、容量は 200 Wh/kg = 90 kWh
- 全長: 21.85 m （71.7 ft）
- 全高: 6.40 m （21.0 ft）
- 翼幅: 63.4 m（208 ft）
- 翼面積: 11,628 個の太陽電池: 200 m2 （2,200 sq ft）
- 運用時重量: 1600 kg （3,500 lb）
- 最大離陸重量: 2000 kg （4,400 lb）
- 動力:  電動機、7.5 kW （10 HP）   × 4
- 離陸速度 35キロメートル毎時 (22 mph)

性能
- 巡航速度: 70キロメートル毎時 (43 mph)
- *航行時間 36時間 (projected)
- 巡航高度 8,500m (27,900 ft)
- 最大高度 12,000メートル (39,000 ft)

## 2機目の本番機 (HB-SIB)

### HB-SIB (Solar Impulse 2)

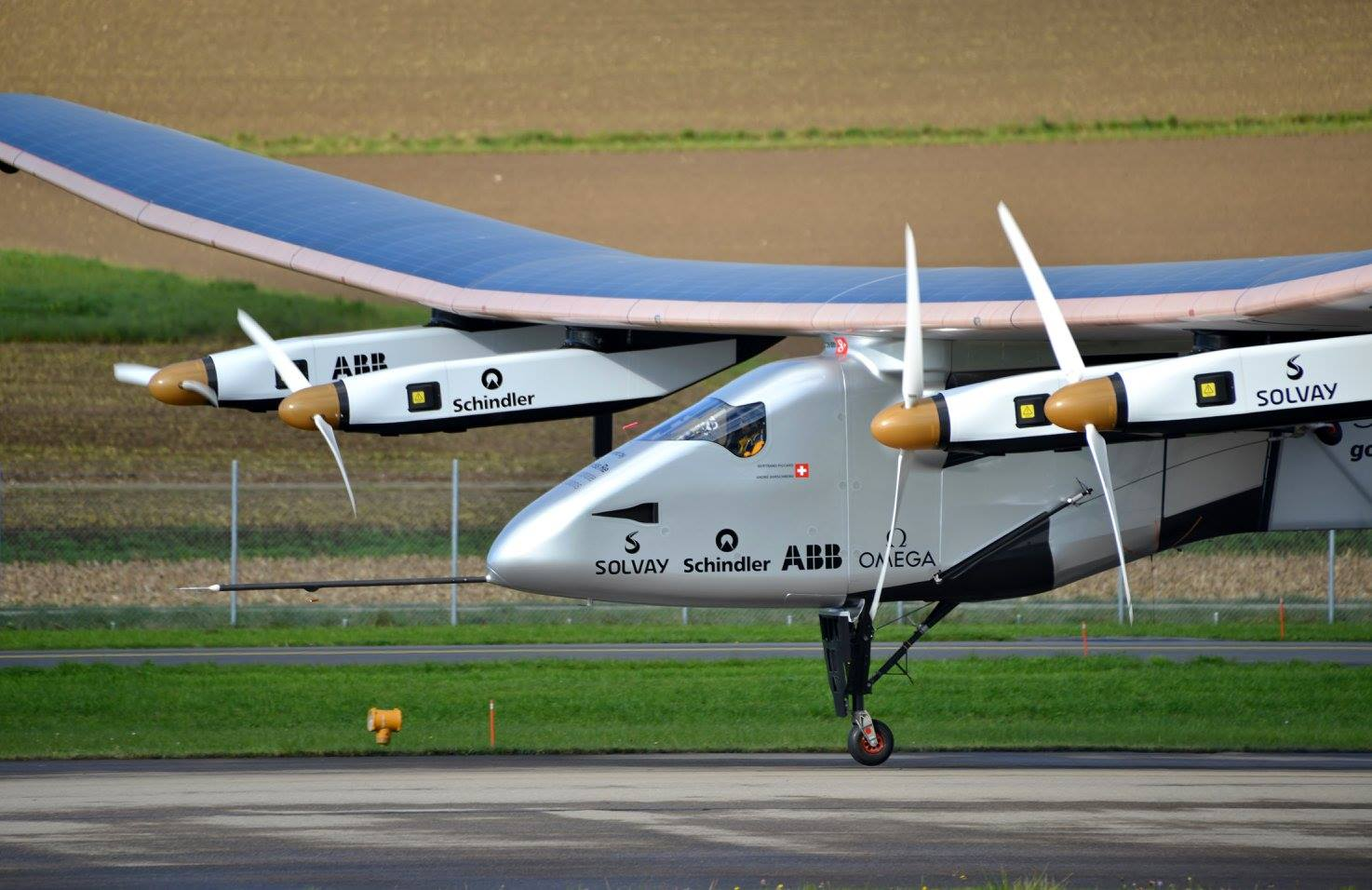
HB-SIB

HB-SIB はソーラー・インパルス2号機のスイスの機体番号コードである。2011年に建設が始まり、当初は2013年に完成し2014年に25日で世界一周する計画であったが、2012年のテスト中に構造上の欠陥が見つかり製造計画は延長された。初飛行は2014年6月2日にスイスのパイェルヌ空軍基地で行われた。

### 性能
与圧されたコックピットと最新のアビオニクスを備え、大陸横断飛行や大洋横断飛行が可能である。翼幅は 72.0 m (236.2 ft) でボーイング747-8（ 68.5m）よりも大きい。
太陽電池は17,248 個で出力は66 kWである。重量は2,300 kg (5,100 lb)、パワープラントは4個の41kWのモーターと633kgのリチウムイオンバッテリーで出力が13 kW (17.4 HP)ｘ４である。 離陸速度は 35 km/h、最高速度は77 kts (140 km/h)、巡航速度は90 km/h (夜間は電力節約のため60 km/h)、巡航高度は最高で8,500 m (27,900 ft)、上昇限度は12,000 m (39,000 ft)である。コックピットは与圧されていて酸素マスクなども備え、高度 12,000メートル (39,000 ft) で巡航可能となっている。
電池が改良されれば重量を減らすことができ、複座式にして途中で止まらずに世界一周できるようになると期待されている。

### 世界一周

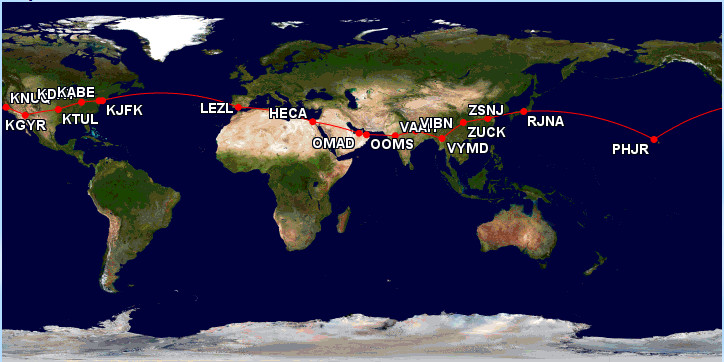
世界一周ルート

北半球の赤道付近を一周する計画が組まれ、操縦士の交代のため12区間に分けるなどの予定が組まれた。操縦士の生理学上の制限により、1回の飛行は3日から4日までとした。
大型旅客機以上の翼幅を持つ事から一部の空港のハンガーは使えない為、空気で膨らませるドーム型の専用ハンガーと、設営スタッフが着陸予定地へ先回りし受け入れの準備を行った。
2015年3月9日にアラブ首長国連邦アブダビのアル・バティーン・エグゼクティブ空港を飛び立ち、2016年7月26日に同空港に到着し、一周を終えた。天候不順で中国からハワイへの航路で日本の名古屋小牧空港への退避や、ハワイに到着時した際には過熱でバッテリーが破損し10ヵ月もの修理期間などがあったが、16ヶ月にわたる計17回・23日間の飛行で世界一周に成功した。